# هيلموت هوفمان (ملاكم)
هيلموت هوفمان (مواليد 14 نوفمبر 1925) هو ملاكم من محمية سار، مثّل بلاده في الألعاب الأولمبية الصيفية 1952.

## روابط خارجية
هيلموت هوفمان على موقع أوليمبيديا (الإنجليزية)